# Ivanivka, Radîvîliv
Ivanivka (în ucraineană Іванівка) este un sat în comuna Pustoivanne din raionul Radîvîliv, regiunea Rivne, Ucraina.

## Demografie
Componența lingvistică a localității Ivanivka
     Ucraineană (99,34%)
     Alte limbi (0,66%)
Conform recensământului din 2001, majoritatea populației localității Ivanivka era vorbitoare de ucraineană (99,34%), existând în minoritate și vorbitori de alte limbi.